# Polizei- und Feuerwache (St. Lorenz)
Die Polizei- und Feuerwache im Lübecker Stadtteil St. Lorenz ist ein 1902 erbautes, heute denkmalgeschütztes Gebäudeensemble aus zwei nebeneinander gelegenen Gebäuden in der Hansestraße.
Das Anwachsen der Vorstadt hatte den Bau einer dortigen Polizei- und Feuerwache notwendig gemacht. Das Gebäudeensemble nahm 1902 seinen Betrieb auf.

## Geschichte

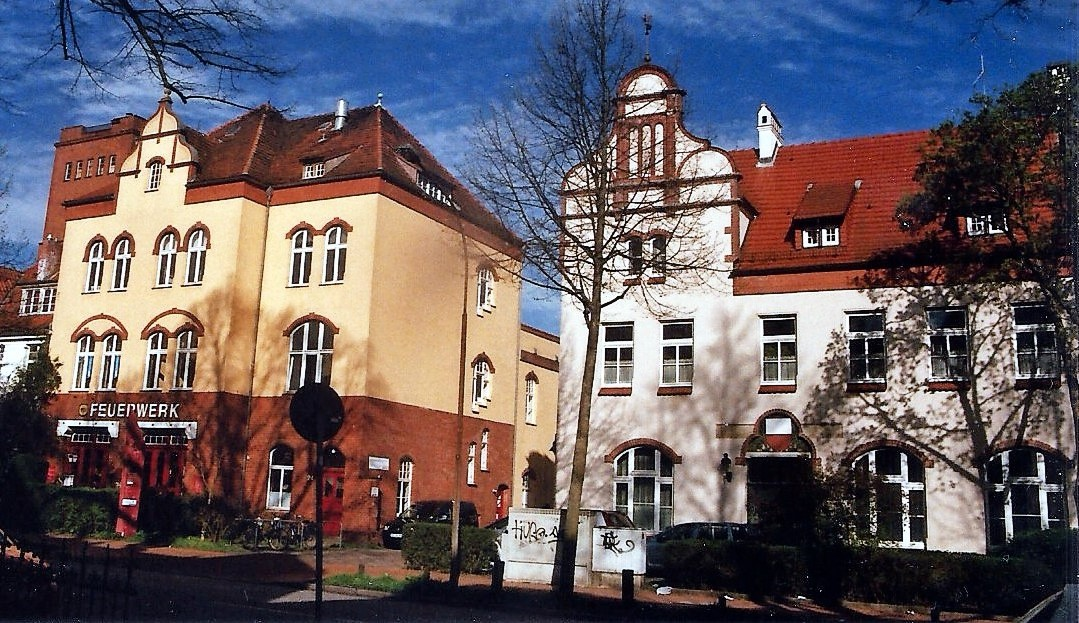
Feuer- und Polizeiwache (2014)

Im Jahre 1902 wurden in der Lübecker Vorstadt St. Lorenz zwei stattliche Neubauten ihrer Nutzung übergeben. Ein modern eingerichtetes Polizeigebäude und ein „Spritzenhaus“. Sie sollten ihre wahre Wirkung in dem Stadtteil, in dem das Drägerwerk sowie die Kaserne der Bataillons der Füsiliere vom 2. Hanseatischen Infanterie-Regiment Nr. 76 bzw. das II. Bataillon des im April 1897 formierten Lübeckischen 3. Infanterie-Regiments Nr. 162 schon ihren Sitz hatten, mit der Verlegung des Haupt-, Rangier- und Güterbahnhofs entfalten.

### Feuerwache
Der für die neue Feuerwache im Jahre 1900 von der Lübecker Bürgerschaft unter der Beratung des Baupolizeiinspektors Branddirektor Eugen Deditius genehmigte Plan ist im Wesentlichen beibehalten worden. Der die Lübecker Feuerwehr erweiternde Bau besteht aus drei Gebäuden.
1. das Hauptgebäude
2. das Gebäude für den Turnsaal, die Reservefahrzeuge und den Futterboden
3. das Steigehaus

Die Kosten für das Hauptgebäude waren M 60.000, für das Remisengebäude M 14.800. Das Steigehaus mit Schlauchturm und für das an das Hauptgebäude angebaute Abortgebäude kosteten M 3700. Für Umwehrungen, Pflasterungen, Entwässerungsarbeiten usw. beliefen sich auf M 15.500. Ausstattung und Ausrüstungen kosteten M 10.900.
Mit der Zeit wurde das Feuerwehrhaus den räumlichen Ansprüchen, die stetig wuchsen, nicht mehr gerecht. Während sich die Polizeiwache räumlich vergrößern konnte, war dies der Feuerwehr hier nicht möglich. So wurde die heutige Citywache in der Welsbachstraße errichtet und im Dezember 1982 ihrer Bestimmung übergeben. Im Jahr 1985 wurde der Standort in der Hansestraße, wo sich bis zuletzt die „Wache 2“ sowie der Krankentransportdienst befanden, aufgelöst.
Im Erdgeschoss des Gebäudes befindet sich heute ein Restaurant dessen Name auf seinen einstigen Zweck – „Feuerwerk“ – anspielt.
Die Deutsche Stiftung Denkmalschutz fördert 2025 14 Projekte in Schleswig-Holstein. Eines davon ist der denkmalgerechte Umbau des historischen bis 1984 von der Feuerwehr genutzten und seitdem leerstehenden Schlauchturms der ehemaligen Feuerwache zu Wohnraum. Geplant sind fünf Wohneinheiten in einer sogenannten Haus-in-Haus-Konstruktion. Die alten Wände und Strukturen bleiben größtenteils erhalten. Insgesamt stellt die Stiftung rund 470 TEUR zur Verfügung.

#### Die „neue Feuerwache“ (1902)

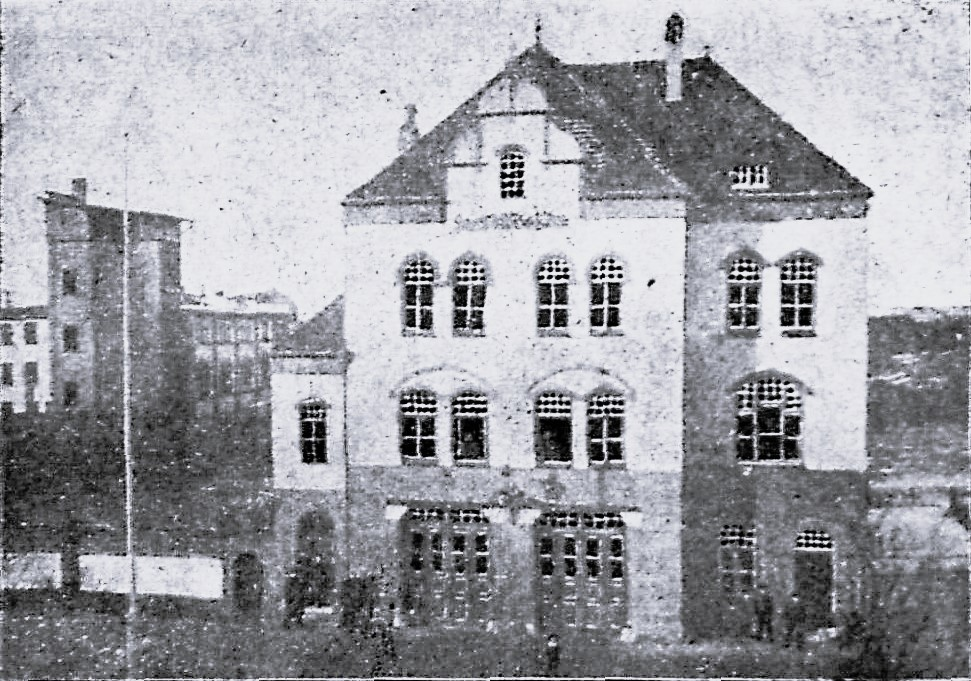
Die Feuerwache nebst Steigerturm und Turnhalle.

Das Hauptgebäude enthielt eine Fahrzeughalle für zwei größere Fahrzeuge, einen Pferdestall für vier Pferde, einen Kutscherraum, einen Werkstattraum, ein Telegraphenzimmer, eine Oberfeuermannsstube, ein Büro, eine Wohnung für den Wachtvorsteher und kleinere Nebenräume. Für die Mannschaften einen Tagesraum, einen Schlafraum, einen Waschraum und einen Baderaum.
Im Erdgeschoss befand sich die Fahrzeughalle von der zwei Türflügel ins freie gingen, das Telegraphenzimmer mit anstoßendem Batterieraum, den Pferdestall mit vier Pferdeständen, eine Kutscherstube, eine kleinere Werkstatt und kleinere Räume für Pferdeställe. In einem kleinen Anbau war der Abort für die Mannschaften untergebracht. Dieser bestand aus Pissoir und zwei Sitzen. Durch das Telegraphenzimmer unmittelbar neben der Fahrzeughalle war die umgehende Übermittlung der eingehenden Meldungen an die Mannschaften gewährleistet. Zudem war hier ein stets mit Mannschaften besetzter Dienstraum.
Im ersten Obergeschoss befand sich das Büro, die Oberfeuermannsstube, ein Tagesraum für die Mannschaften an den sich ein kleiner Raum mit Gasherd und Gaswärmeofen anschloss, der Schlafsaal, Waschraum, ein Baderaum für die Mannschaften und unter der zum Dachboden führenden Treppe ein Abort für die Nachtbenutzung.
Wie bei den Feuerwachen größerer Städte führte von den Mannschaftsräumen ein gerade ungewundene Treppe in deren Mitte ein Handläufer es den Mannschaften ermöglichte, gleich der Glitschbahn der damaligen Volksfeste von oben nach unten zu gelangen. Auf der Treppe auf der entgegengesetzten Seite des Hauses gelangte man zum Büro und der Wohnung des Feuerwehrinspektors.
Die das zweite Obergeschoss einnehmende Wohnung des Wachtvorstehers bestand aus vier Stuben, einer Kammer, Küche, Mädchenkammer, Badestube und Abort.
Links des Hofes hinter dem Hauptgebäude lag die Remise für die Reservefahrzeuge. Gleichzeitig diente sie als Aufbewahrungsraum für die kleineren Fahrzeuge (Schlauchkarre, Kohlenwagen). Sie war für vier große Fahrzeuge bestimmt (1 Handdruckspritze, 2 Wasserwagen, 1 Krankenwagen). Das Obergeschoss beherbergte den Turnsaal, das Dachgeschoss die Heu- und Strohvorräte.
An das Remisengebäude angebaut ist das einen Schlauchtrockenturm umfassende Steigergebäude. Für dieses waren umfangreiche Einfriedungen und Terrainbefestigungen notwendig. Vor dem Hauptgebäude, zwischen Straße und Gebäude, war hochkantinges Klinkerpflaster angelegt. Das übrige Areal zwischen Straße und Baufluchtlinie war mit Kies befestigt.
Das Terrain ist durch eine einfache Mauer mit einem Torweg an dem Grundstück des Polizeiwachtgebäudes und zwei Torpforten abgegrenzt. Gegen die Grundstücke an der Schützenstraße sowie der Schützenstraße selber diente eine Holzplanke als Einfriedung. Zwischen dem Einfahrtstor an der Hansastraße und der Remise liegt eine Fahrbahn mit Kopfsteinpflaster.

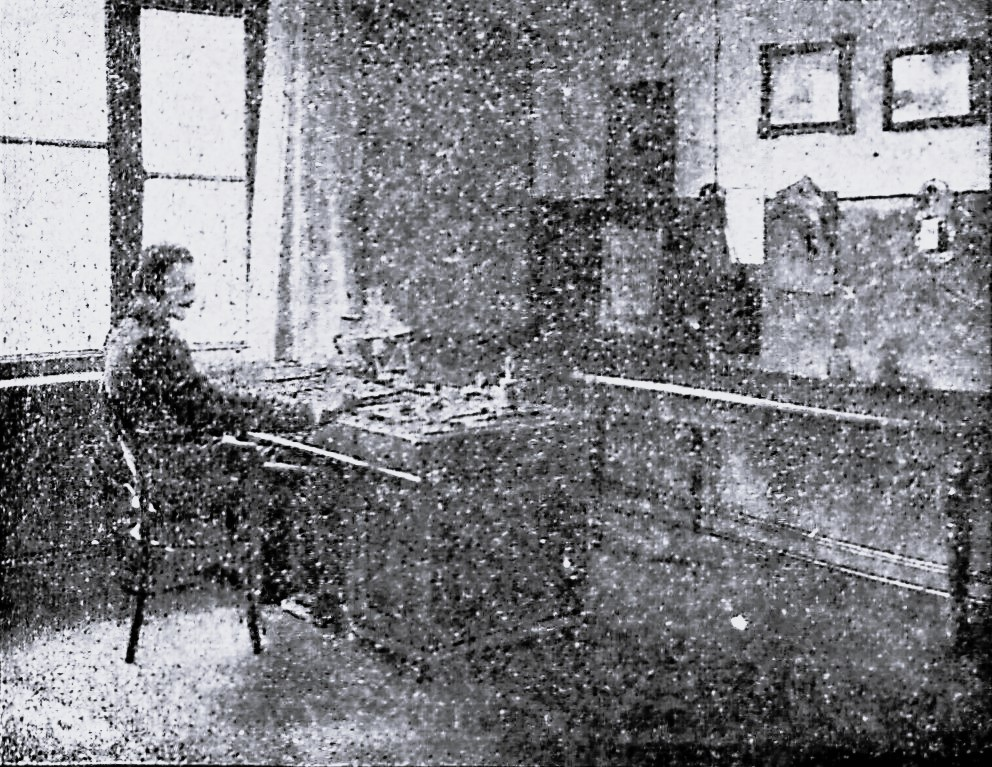
Büro des Brand-Inspektors Sauer
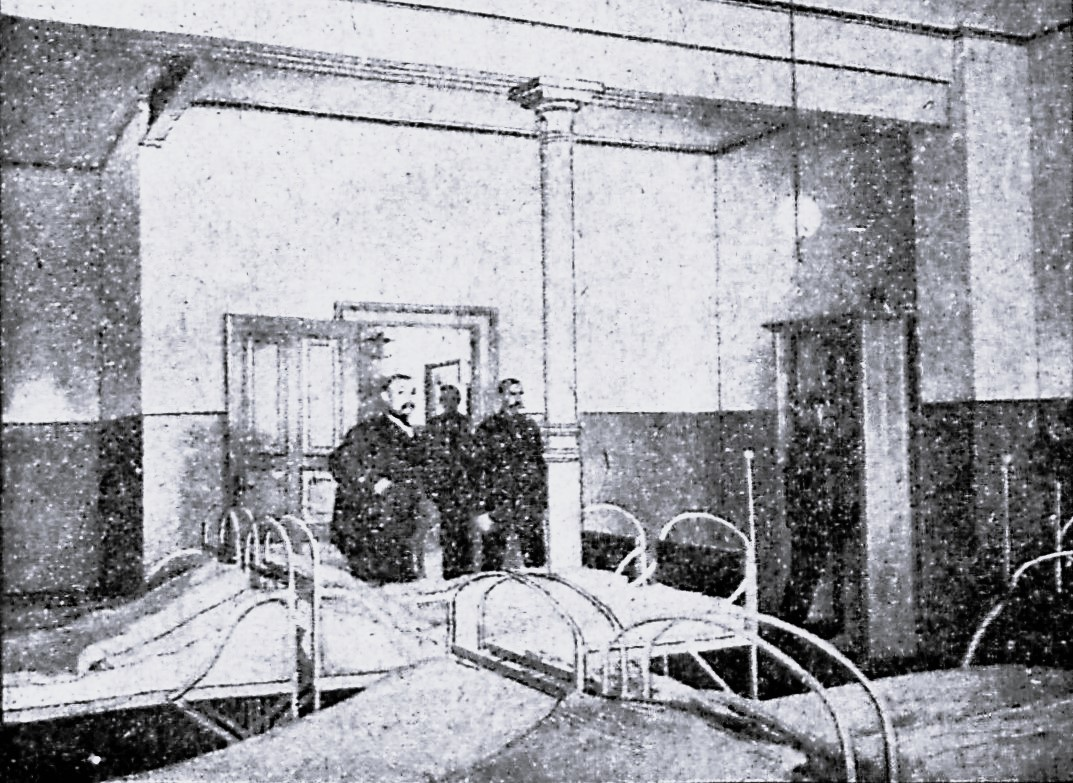
Schlafsaal, dahinter Tagesraum für die Mannschaft. Die Mannschaft ist alarmiert, ein Mann besteigt den Rutschstangenschacht.
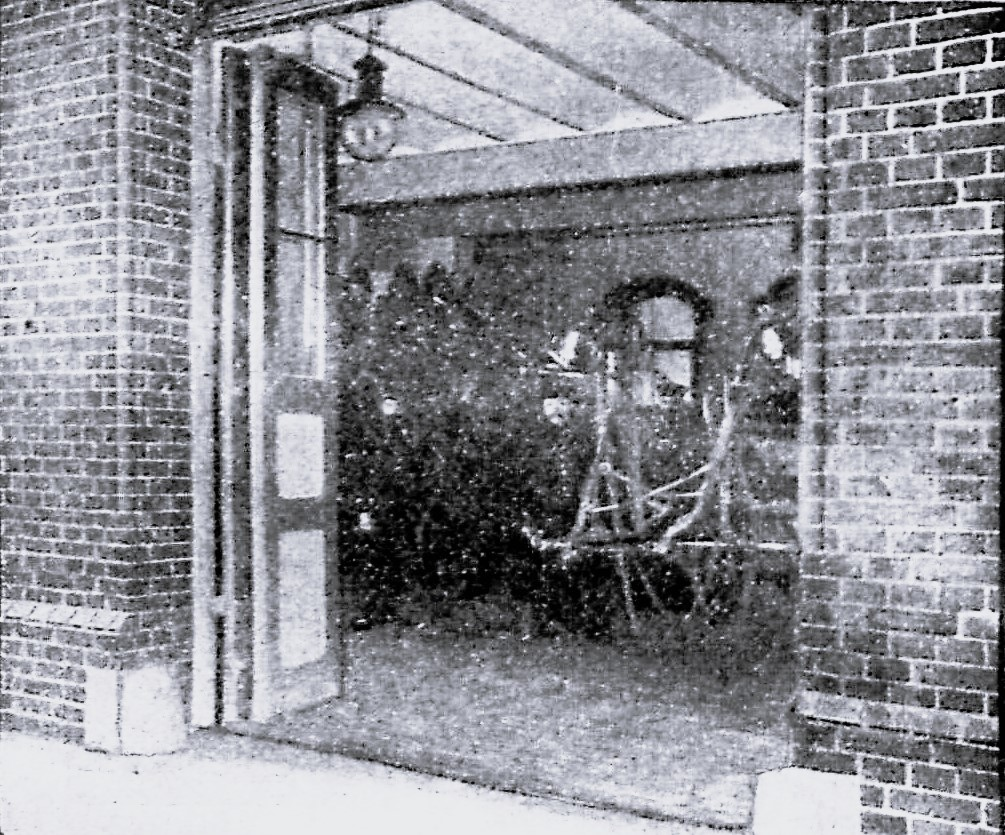
Blick in die Haupthalle der St. Lorenz-Feuerwache für die Fahrzeuge mit Gasspritze
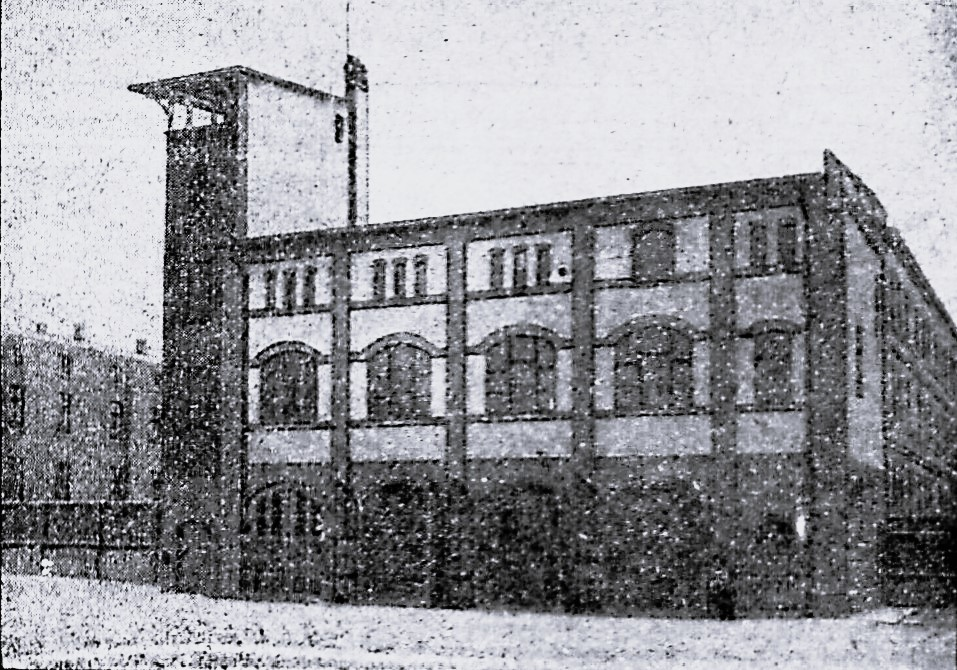
Remise und Turnsaal nebst Steigerturm der neuen St. Lorenz-Feuerwache
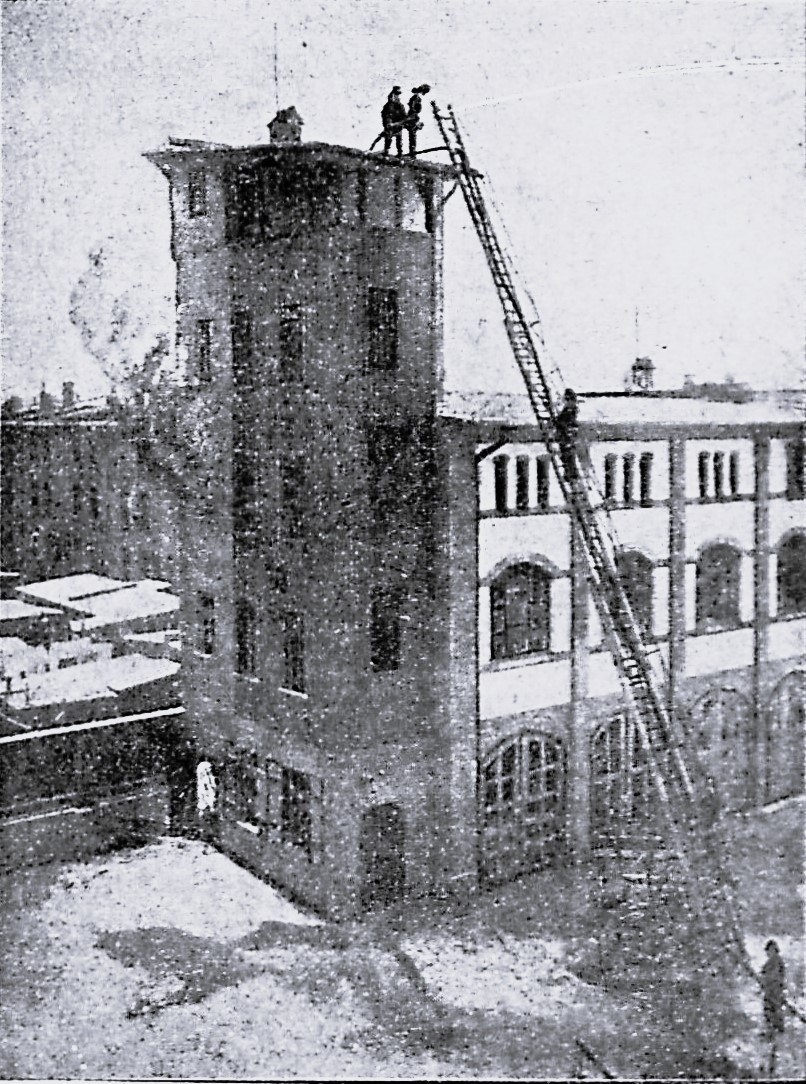
Übung mit der neuen Magirusleiter und dem Rauchhelm am Steigerturm der St. Lorenz-Feuerwache

Spritzenhaus

Der Vergleich zum bisherigen Spritzenhaus in der Breiten Straße 61a fiel zu dessen Ungunsten aus. So mussten die Mannschaften im Alarmfall die Haupthalle über winklige, enge und schlecht beleuchtete Treppen erreichen. Die Pferde mussten aus den Stallungen am Alten Schrangen von vorn hereingeführt und, bevor sie angespannt werden konnten, umgewendet werden. Dazu befand sich das Spritzenhaus an der engsten und lebhaftesten Stelle ganz Lübecks. Zur Eröffnung der Feuerwache in der Vorstadt ist aber schon absehbar gewesen, dass die Wache in der Breiten Straße bald geschlossen werden würde.

### Polizeiwache
Die Polizei befand sich bis dahin lediglich im Lübecker Kanzleigebäude. Wachthäuschen in den Vorstädten St. Jürgen und St. Gertrud entlasteten zwar diese, aber bei weitem nicht hinreichend. Da sich die kleinen Wachthäuschen nicht bewährt hatten, in St. Lorenz auf dem östlich der Feuerwache gelegenen Grundstück ein den Ansprüchen genügendes, bis heute im Dienst befindliches, Polizei-Gebäude errichtet worden.
Am Rethteich Nr. 2 lag bis dahin die St. Lorenzer Wache. Das Wachtlokal bestand aus zwei Zimmern zu je 13 m² und bewohnte das Haus neben der Eigentümerin sowie mehreren Arbeiterfamilien. Das eine Zimmer diente als Geschäftszimmer des Wachtmeisters das andere wurde von der am Tage 7 in der Nacht aus 8 Mann bestehenden Wache benutzt. Letzteres wurde zu etwa 25 % von zwei Pritschen eingenommen. Diese waren von einer Gardine, hinter der auch Mäntel und sonstige Effekte der Mannschaften ihren Platz hatten.

#### Die „neue Polizeiwache“ (1902)

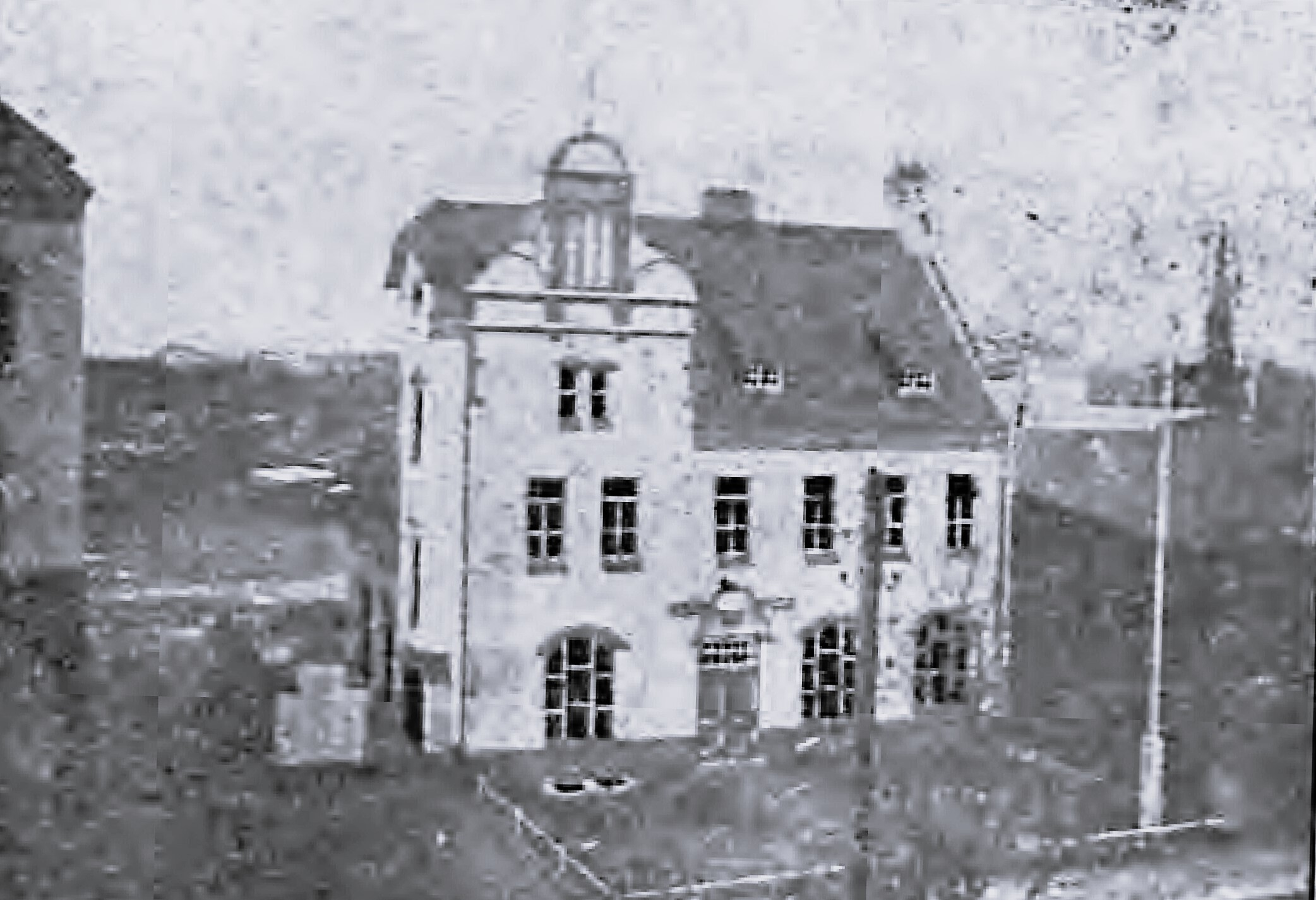
Das Polizeiwachtgebäude St. Lorenz zu Lübeck.

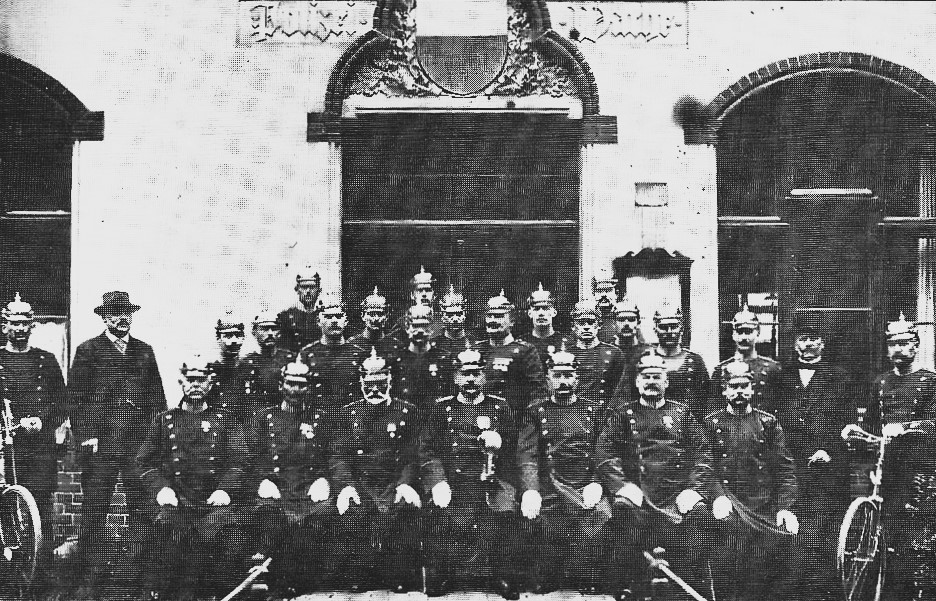
Polizeijubiläum (1914)

In dieser befand sich auch das Meldeamt der Vorstadt.
Das Gebäude hat ein Dienstzimmer für den Wachtmeister, einen Wachtraum für die Mannschaften, einen Schlafraum für die Mannschaften, ein Zimmer für das Meldeamt, zwei Zellen, ein Geräteraum, zwei Aborte, einen Schuppen und in den Obergeschossen die Wohnung des Wachtmeisters.
Mit Rücksicht auf die Größe der Vorstadt war die Größe der Räume, in Bezug auf deren Fläche, etwa das Anderthalbfache der anderen Wachen. Das Meldeamt war doppelt so groß.
Die Kosten für das Wachtgebäude beliefen sich auf M 23.200. Für Umwehrungen, Anschluss der Siel- und Wasserleitungen, Regulierung des Bauplatzes sowie des Hofes und Vorgartens wurden M 1800 aufgewendet.